# Valle de los Diez Picos

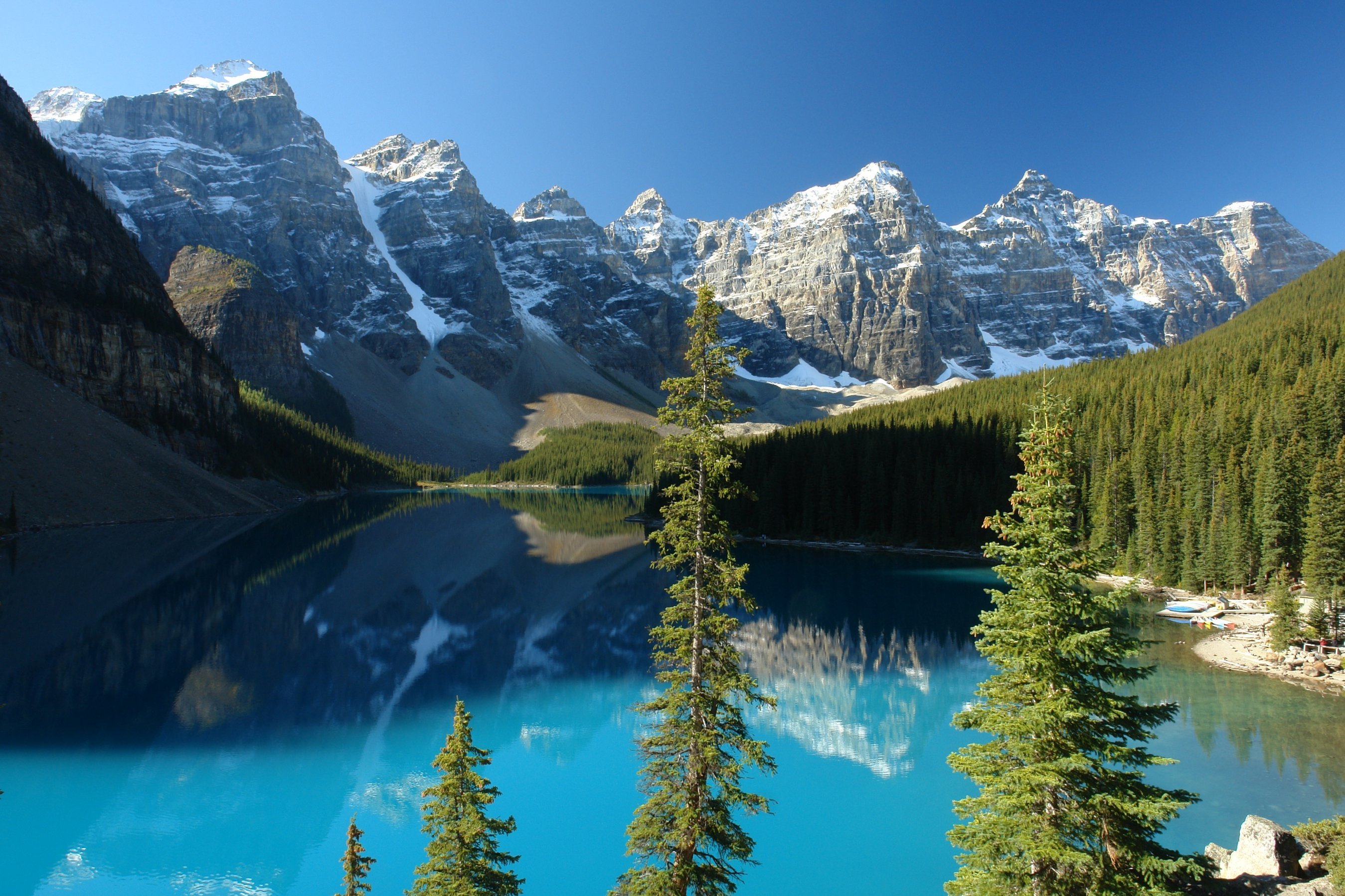
El lago Moraine y varios de los picos del valle.

El Valle de los Diez Picos (en inglés: "Valley of the Ten Peaks") es un valle localizado en el parque nacional Banff, en la provincia de Alberta, Canadá. 
El valle recibe su nombre a causa de los diez picos que lo rodean. Asimismo, en el valle se encuentra el visitado lago Moraine. El nombre de los diez picos fue puesto por el explorador de la región Samuel Allen. 
El Monte Hungabee, no se incluyó en un principio en la lista de Samuel Allen, aunque sea más alto que el pico Wenkchemna, que forma parte del Hungabee.
Se puede llegar al valle sin problemas por su cercanía a la carretera de los campos de hielo, la "Icefields Parkway", que recorre el parque nacional. 

## Los diez picos
De este a oeste, los diez picos son:
| N.º | Pico              | Metros | Pies   |
| --- | ----------------- | ------ | ------ |
| 1   | Monte Fay         | 3235   | 10 613 |
| 2   | Monte Little      | 3088   | 10 131 |
| 3   | Monte Bowlen      | 3072   | 10 079 |
| 4   | Tonsa             | 3057   | 10 030 |
| 5   | Monte Perren      | 3051   | 10 010 |
| 6   | Monte Allen       | 3310   | 10 860 |
| 7   | Monte Tuzo        | 3246   | 10 650 |
| 8   | Montaña Deltaform | 3424   | 11 234 |
| 9   | Montaña Neptuak   | 3233   | 10 607 |
| 10  | Pico Wenkchemna   | 3170   | 10 401 |

## Otros datos
Hay otras cimas visibles desde el interior del valle, entre los cuales están el monte Temple, el monte Babel y el pico Eiffel. El glaciar Fay se encuentra entre el monte Babel, el monte Fay, el monte Little y el monte Bowlen. 
El Valle de los Diez Picos apareció en el reverso de los billetes de los años 1970 y 1978 de veinte dólares canadienses.
El refugio Neil Colgan, una cabaña para montañeros, se puede alcanzar por la Ruta Perren en un tiempo de entre ocho a doce horas desde el lago Moraine.